# Slaget vid La Hougue

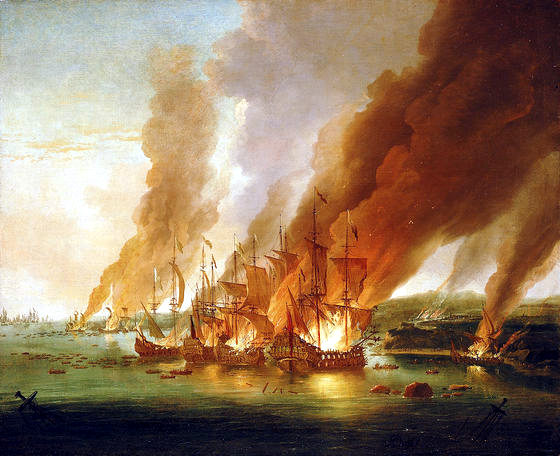
Slaget vid La Hogue, målning av Adriaen van Diest.

Slaget vid La Hougue var ett sjöslag under pfalziska tronföljdskriget, utkämpat i närheten av Saint-Vaast-la-Hougue. 
La Hougue är en redd på östra sidan av halvön Cotentin. Redden har givit namn åt en stor sjöstrid i början av juni 1692, i vilken Tourville, som förde 44 franska skepp, blev slagen av den förenade engelsk-holländska flottan, 99 skepp och 20 fregatter, under Edward Russell.